# 马丁·凯利 (柔道运动员)
马丁·凯利（英語：Martin Kelly，1973年2月20日—），澳大利亚男子柔道运动员。他曾代表澳大利亚参加2002年英联邦运动会柔道比赛，获得一枚铜牌。他也曾参加2004年夏季奥林匹克运动会。